# Традиційна попмузика
Традиційна попмузика (англ. traditional pop) — в сучасній англомовній термінології популярна музика дорок-н-рольної ери, тобто західна, перш за все американська, популярна музика у стилі, що був стандартним, до його витіснення рок-н-ролом у середині 1950-х років.
Саме цей термін використовує американська Національна академія мистецтва і науки звукозапису, котра є організатором вручення нагород «Греммі» (які присуджуються у тому числі і в цій категорії).
Також цей стиль називають «класична попмузика» (англ. classic pop) та «попстандарти» (англ.  pop standards).
Музичний сайт AllMusic пише, що термін «традиційний поп» означає «постбіг-бендову та дорок-н-рольну музику», тобто популярну музику відрізку між заходом ери біг-бендів (десь у середині 1940-х років) та початком ери рок-н-ролу (в середині 1950-х років).
Пісні в стилі традиційної поп-музики виконувалися соло-вокалістом у супроводі оркестру або невеликого естрадного ансамблю. Писалися вони професійними авторами. Як пише AllMusic, в цьому пісенному стилі головне — пісня. Хоча вокаліст і є фокусом уваги, його задача — перш за все донести до слухача пісню, а не імпровізувати. Тобто вокальної імпровізації, як за часи джазу, нема.
Як виконавців у стилі традиційної поп-музики класифікують не тільки співаків, а й диригентів акомпанувавших їм оркестрів й аранжуваліників. Крім цього, так можуть називати й інструментальну музику того ж періоду.
Премія «Греммі» за кращий традиційний вокальний поп-альбом присуджується з 1992 року. У перший рік категорія називалася Best Traditional Pop Performance, у 1993—2000 роках — Best Traditional Pop Vocal Performance, з 2001 року й до сьогодення — Best Traditional Pop Vocal Album.